# کریستینا چانگ
کریستینا چانگ (انگلیسی: Christina Chang؛ زادهٔ ۲۹ ژوئن ۱۹۷۱) یک هنرپیشه اهل ایالات متحده آمریکا است. وی از سال ۱۹۹۸ میلادی تاکنون مشغول فعالیت بوده‌است.
از فیلم‌ها یا برنامه‌های تلویزیونی که وی در آن نقش داشته‌است می‌توان به دکتر خوب اشاره کرد.

## فیلم‌شناسی
| سال        | عنوان             | نقش | یادداشت |
| ---------- | ----------------- | --- | ------- |
| ۱۹۹۹       | قلب تصادفی        |     |         |
| ۲۰۰۰       | ۲۸ روز            |     |         |
| ۲۰۰۴–۲۰۱۰  | سی‌اس‌آی: میامی     |     |         |
| ۲۰۰۷       | جان‌سخت ۴          |     |         |
| ۲۰۰۹       | برادران و خواهران |     |         |
| ۲۰۰۹       | منتالیست          |     |         |
| ۲۰۱۱       | انتقام            |     |         |
| ۲۰۱۳–۲۰۱۴  | نشویل             |     |         |
| ۲۰۱۶       | ان‌سی‌آی‌اس          |     |         |
| ۲۰۱۶       | لوسیفر            |     |         |
| ۲۰۱۷-اکنون | دکتر خوب          |     |         |